# Happi

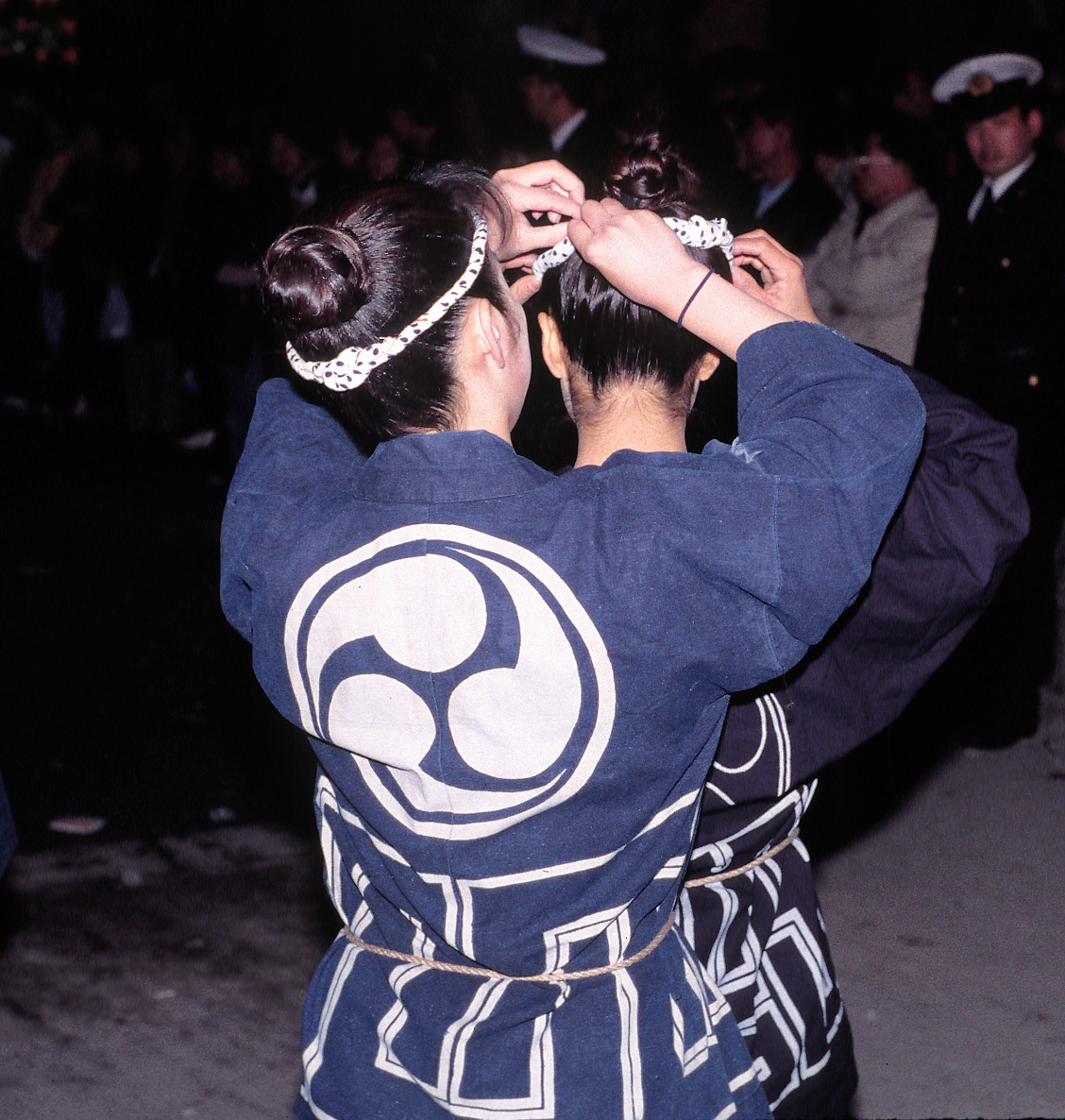
Donna a un matsuri che indossa un happi

Lo happi (法被, 半被?) è un cappotto tradizionale giapponese di solito intessuto con del cotone di colore indaco o marrone con stampe di kamon (simboli araldici giapponesi).
Originariamente questi simboli rappresentavano lo stemma della famiglia, dato che gli happi venivano indossati dalla servitù, ma in seguito cominciò a essere utilizzato come una sorta di pubblicità: vi venivano infatti stampati i loghi di negozi e associazioni.
Gli happi venivano indossati anche dai vigili del fuoco, con lo stemma sul dorso indicante il gruppo di appartenenza; questo indumento si distingueva dal hikeshi sashiro banten (v. Wikipedia inglese: letteralmente, 'giacca trapuntata da pompiere'), anch'esso indossato dai vigili del fuoco ma pesantemente imbottito con strati di cotone per trattenere una gran quantità d'acqua, in tal modo proteggendo chi l'indossava. Nel periodo Edo, i pompieri non erano pagati solo per l'effettiva attività antincendio ma anche per la prontezza con cui si presentavano sul luogo delle fiamme (per segnalare esattamente il punto dove intervenire, alle squadre appesantite dall'equipaggiamento; si presume che la prontezza d'intervento fosse stimolata dalla competizione tra i gruppi di 'segnalatori', con vantaggi economici per i primi arrivati, il che spiegherebbe anche i grossi stemmi ben visibili sul dorso degli happi, n.d.t.). Parte essenziale del loro compito era dunque indossare i vistosi happi e danzare sui tetti ancora intatti vicino alle fiamme, sbandierando i matoi.